# 看護婦日記 パートI
『看護婦日記パートI』（かんごふにっきパートわん）は、1983年8月16日から同年12月27日までTBS系列で放映されたテレビドラマ。

## 概要
『野々村病院物語』や『三男三女婿一匹』などの医療ドラマの集大成的作品である。木内みどり、山田邦子がこのドラマでも看護婦役で出演している。野々村病院物語や三男三女婿一匹に出演した山岡久乃も看護婦長役で出演している。総婦長役の加藤治子との競演も見どころの一つ。第16話には、主演の竹下と共に『クイズダービー』でレギュラー解答者を務めるはらたいらと篠沢秀夫が入院患者役でゲスト出演している。
福島県では、福島テレビ（フジテレビ系列）が視聴者保護を兼ねて第1話から第7話まで同時ネットで放送したが、フジテレビ系フルネットへの完全移行に伴い第8話から第14話までは日曜10:30からの遅れネットへ変更され、第15話以降はTBS系新局として開局したテレビユー福島にて同時ネットで放送されるという変則的な放送となった。

## 出演
- 井花牧子：竹下景子
- 井花圭一：田原俊彦
- 真田フクエ：木内みどり
- 河内山セキ：山田邦子
- 風間初子：小野みゆき
- 柳本雪子：浅沼有紀子
- 戸倉文江：岡本麗
- 大里民子：三波美夕紀
- 巣造登紀子：鶉野樹理
- 藤本やよい：愛田夏希
- 鳥居京子：北條文榮
- 堂丸英三郎：磯部勉
- 深井すみれ：阪上和子
- 深井実：川﨑麻世
- 森口洋三：三井大介
- 西脇健：柴田一幸
- 秘書のナース：伊藤喜久子
- 男：小田島隆
- 患者：橋本菊子
- マスター：水橋和夫  → 笹野高史
- 深井豊子：山岡久乃
- 井花久三：高橋昌也
- たい焼き屋：辻佳紀
- 古本屋：嵐山光三郎
- 節子（古本屋の娘）：瀬島充貴
- 大正庵の一平：外山誠二
- 徳大寺政男：アパッチけん
- 西脇哲也：小野寺昭
- 西脇久美：吉野佳子
- 斉田町子：金井三紀
- 長谷勝江：井上雪子
- すし屋の功：萩原流行
- 福永：細川俊之
- 大村吟二郎：藤岡重慶
- 大村暢江：日色ともゑ
- 大崎政江：川口敦子
- 島崎春子：新藤夏子
- 原田（入院患者）：はらたいら
- 篠川（入院患者）：篠沢秀夫
- 劇団白鳥座
- 広橋厚子：小川知子
- 深井悟：山城新伍
- 高津晶子：加藤治子

## スタッフ
- 作：高橋玄洋
- 音楽：渡辺敬之
- 主題歌：「オンリーユー」松山千春（アルバム「今、失われたものを求めて」より所収）
- 技術：倉谷祐次
- カメラ：松岡良治
- 照明：五十嵐和昭
- 音声：国沢藤一
- カラー調整：赤松比呂志
- 編集：寺田忠志
- 効果：有馬克巳 (克己)
- 美術制作：島田孝之
- 美術デザイン：椎葉禎介
- タイトル：篠原栄太
- メイク・ヘアー：ユミ・ビュアクス
- 衣裳：京都衣裳
- 小道具：テレフィット
- 大道具：東宝舞台
- 持道具：京阪商会
- プロデューサー補：高橋萬彦、弘田九三
- 演出補：志村彰
- 版画：入江観（車木工房作）
- 協力：池袋大久保病院、株式会社東洋精米機
- 衣装協力：キング、SUZUYA、やまと、株式会社ラズベリー
- 医科器機協力：SMZ（株式会社志水）、西本産業株式会社
- 制作協力：東通
- プロデューサー：武敬子
- 演出：本多勝也、大室清
- 製作：テレパック、TBS

## サブタイトル
| 話数 | 放送日        | サブタイトル       | 演出     |
| ---- | ------------- | ------------------ | -------- |
| 1    | 1983年8月16日 | 落ちこぼれ病棟     | 本多勝也 |
| 2    | 8月23日       | それなりの戦い     | 本多勝也 |
| 3    | 8月30日       | ちぐはぐ           | 大室清   |
| 4    | 9月6日        | うそも方便         | 大室清   |
| 5    | 9月13日       | ふきだまりの反乱   | 本多勝也 |
| 6    | 9月20日       | 親を知らず         | 本多勝也 |
| 7    | 9月27日       | ホリデイ・イン米屋 | 大室清   |
| 8    | 10月4日       | 一歩前進           | 大室清   |
| 9    | 10月11日      | 女の対決           | 本多勝也 |
| 10   | 10月18日      | 圭一のピンチ       | 本多勝也 |
| 11   | 11月1日       | 帰ってきた日       | 大室清   |
| 12   | 11月8日       | 混乱の中で         | 大室清   |
| 13   | 11月15日      | 大人への道         | 本多勝也 |
| 14   | 11月22日      | もう引き返せない   | 本多勝也 |
| 15   | 11月29日      | 本館への誘惑       | 大室清   |
| 16   | 12月6日       | 牧子の孤立         | 大室清   |
| 17   | 12月13日      | 予期せぬ出来事     | 本多勝也 |
| 18   | 12月20日      | 明けぬ夜はない     | 本多勝也 |
| 19   | 12月27日      | 今日もまた         | 大室清   |